# Trung Nguyên kiếm khách
"Trung Nguyên kiếm khách", tựa gốc: "Trung Nguyên tiêu cục" (tiếng Trung: 中原镖局), là một phiên bản được làm lại từ nguyên tác "Bảo Tiêu" (保鑣, 1974) cũng bởi nhà biên kịch của Đài Loan là Trần Minh Hòa. Vào năm 1995 thì Trần Minh Hòa đã quyết định sản xuất lại bộ phim "Trung Nguyên kiếm khách" (hay Bảo Tiêu) với vai trò chính là đạo diễn. Tại Việt Nam, phim được dịch và lồng tiếng bởi công ty Sanyang và Fafilm Việt Nam (FFVN) phát hành vào năm 1997 đến 1998. Phim gồm có hai phần; phần I: "Bảo Tiêu" (40 tập) và phần II: "Tam Tiểu Thư Quyết Chiến Vạn Càn Khôn (25 tập).